# Арктический центр Лапландского университета
Арктический центр — международный исследовательский институт Лапландского университета и научный центр, занимающийся изучением Арктики. Он проводит междисциплинарные исследования об окружающей среде Арктики, обществе и изменении климата. Является частью центра «Арктикум».

## История
Арктический центр, основанный в 1989 году, расположен в Рованиеми, в здании Арктикума. Здание было построено с использованием природных ресурсов Лапландии. 172-метровый коридор Арктикума со стеклянной крышей расположен в северной части комплекса и служит платформой для различных исследований. В Арктикуме расположены научная выставка и библиотека в Арктическом центре и Областной музей Лапландии.

## Исследования
Арктическим центром изучено влияние туристических центров на ландшафт Лапландии, влияние развивающейся нефтегазовой промышленности на полуострове Ямал в Сибири на растительность региона и особенности существования оленеводов. В рамках исследований была получена информация о европейском климате в течение нескольких тысяч лет с острова Шпицбергене, где международная исследовательская группа собирает ледниковые керны посредством бурения.
Арктический центр также проводит исследования на заказ. Компании, консалтинговые фирмы и муниципалитеты заказали исследования по экологическому и социальному воздействию проектов зонирования, электростанций и горнодобывающей промышленности. Они используют методологическую и юридическую экспертизу Арктического центра по экологическим вопросам, а также сеть национальных и международных ведущих исследователей Центра.

## Руководство
С 2016 года Арктическим центром управляет Тимо Койвурова на пятилетний период до 2020 года.